# Crkva sv. Jurja od Žestinja u Kaštel Novom
Crkva sv. Jurja od Žestinja (Mirana)  s grobljem u Rudinama u Kaštel Novome. Crkva i groblje se nalaze uz poljski put u naselju Rudinama, dijelu Kaštel Novog. Nalazi se podno brda Trećanice čiji je vrh sjeverozapadno. Prema jugozapadu su Bijaći. Sjeveroistočno je prijevoj Malačka.

## Opis
Crkva je jednobrodna građevina s pravokutnom apsidom, a karakterističan je i sačuvani pokrov od kamenih ploča. Na pročelju se nalazi ulaz flankiran dvama pravokutnim prozorima sa svake strane, a nad ulazom se nalazi nadvratnik ranoromaničkih stilskih karakteristika ukrašen vegetabilnim motivom lišća i križem. Nadvratnik ukazuje na moguće datiranje crkve u period romanike, a trenutačni izgled crkve i pročelja je tijekom vremena značajno stilski izmijenjen. Oko crkve se nalazi groblje kasnog srednjeg i ranog novog vijeka (14. – 16. st.) prepoznatljivo po masivnim kamenim nadgrobnim pločama.
Grobovi su ukopani u zoni s pržacem. Prema jugu se groblje proteže sve do dna privatne parcele, koja završava visokom prizidom, pod kojim je poljski put. Poljski put vodi sve do Gospe Stomorije, pa je vjerojatno to jedan od dekumana u salonitanskom ageru.:166.

## Povijest
Vrijeme nastanka crkve je od 10. do 16. stoljeća. Crkva je bila župna crkva srednjovjekovnog sela koje se pružalo u podnožju brda Trećanice te se u izvorima 12. st. naziva Miran, a u kasnijim izvorima i Žestinj.

## Zaštita
Pod oznakom Z-6898 crkva i groblje zavedeni su kao nepokretno kulturno dobro - pojedinačno, pravna statusa zaštićena kulturnog dobra, klasificirano kao "sakralna graditeljska baština".